# Glenea nigripennis
Glenea nigripennis là một loài bọ cánh cứng trong họ Cerambycidae.